# تلخ شیرین (مجموعه تلویزیونی)

پوستر تبلیغاتی

تلخ شیرین (به انگلیسی: Sweetbitter) مجموعه تلویزیونی درام آمریکایی است که بر اساس رمانی با همین نام اثر استفانی دنلر نوشته شده‌است و داستان آن نیز از زمانی که دنلر در یک رستوران مشهور در نیویورک کار می‌کرد، الهام گرفته شده‌است. برنامه در تاریخ ۶ مه سال ۲۰۱۸ از استارز پخش شد. در ژوئیه ۲۰۱۸، اعلام شد که استارز قصد دارد فصل دوم این سریال را بسازد و در نهایت این فصل از سریال در ۱۴ ژوئیه سال ۲۰۱۹ پخش شد. در دسامبر سال ۲۰۱۹، این سریال پس از دو فصل متوقف شد.

## داستان
تلخ شیرین درمورد تس است، کسی که بعد از ورودش به نیویورک، یک شغل در رستوران معروف مرکز شهر پیدا می‌کند. او خیلی زود با دنیای مواد مخدر، نوشیدنی‌ها، عشق، شهوت، بارهای بی‌کلاس و رستوران‌های شیک آشنا می‌شود. او یادمی‌گیرد که با زندگی پر هرج و مرج جذاب و اتفاقات ناگوار آن کنار بیاید.

## تولید
در ژوئیه سال ۲۰۱۷، اعلام شد که استارز قصد دارد مجموعه تلویزیونی با اقتباس از رمان استفانی دنلر به‌نام تلخ شیرین بسازد. پروژه بر اساس فیلم‌نامه آزمایشی ساخته شده توسط دنلر و زیچرمن، به‌نویسندگی دنلر و تولیدکنندگی شرکت پلن بی انترتینمنت ساخته شده‌است.